# Ingrid Krämer
Ingrid Krämer, (Dresden, 29 de julho de 1943) é uma ex-saltadora ornamental alemã que competiu em provas de saltos ornamentais por seu país.
Krämer é a detentora de quatro medalhas olímpicas, conquistadas em duas distintas edições. A estreia olímpica de Ingrid deu-se nos Jogos de Roma, no qual encerrou participação com as medalhas de ouro no trampolim de 3 m e na plataforma de 10 m, feito este que lhe rendeu o título de primeira saltadora ornamental não norte-americana a conquistar estas duas vitórias em uma mesma edição olímpica. Na edição de Tóquio, tornou-se bicampeã do trampolim e vice-campeã na plataforma. Quatro anos mais tarde, nas Olimpíadas da Cidade do México, Krämer, então com 25 anos, foi à final do trampolim de 3 m, prova na qual não atingiu o pódio. Entre suas outras conquistas está a medalha de ouro no Europeu de Leipzig em 1962, também no trampolim, e a entrada no International Swimming Hall of Fame, em 1975.
Ingrid foi casada por duas vezes. Nas primeiras edições olímpicas, competiu com o nome do primeiro marido. Já na última, disputou as provas com o nome do segundo. Após aposentar-se das competições, formou-se em educação física e passou a treinar novos saltadores para a Alemanha Oriental. Com a reunificação, perdeu o emprego de técnica e passou a trabalhar em um banco.